# Megachile ruficeps
Megachile ruficeps är en biart som beskrevs av Heinrich Friese 1903. Megachile ruficeps ingår i släktet tapetserarbin, och familjen buksamlarbin. Inga underarter finns listade i Catalogue of Life.